# 이그레인

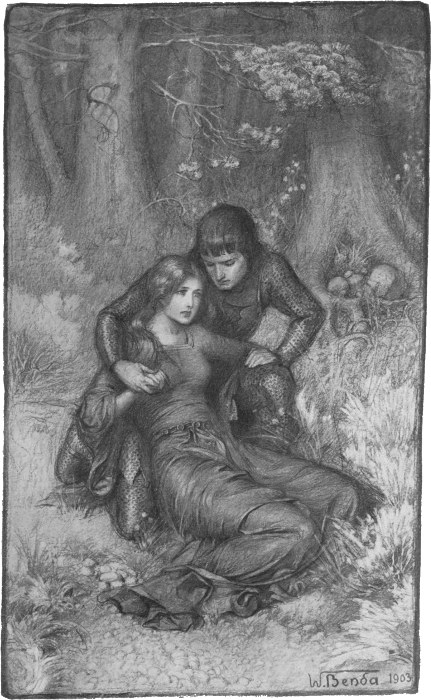

이그레인(Igraine)은 아서왕의 어머니이다. 본래, 콘월 공작의 아내였다. 공작과의 사이에 일레인, 모르간 르 페이, 모르가즈 세 딸을 두었다.
우서 펜드래건 멀린의 마법으로 콘월 공작의 모습으로 변신하고 이그레인과 동침했으며, 두 사람 사이에서 아서왕이 태어났다. 바로 그 시간 공작은 전투에서 입은 상처로 죽음을 맞았다. 그 때에 임신된 아서는 멀린에게 마법의 대가로 넘겨졌다. 이 후로는 우서왕이 사망한 후 종적을 감추었으며, 온갖 금은보화를 북쪽지방으로 가져가 바위언덕에서 성을 지었다고 한다.
백발의 왕비. 나이를 꽤 먹었지만 여전히 고운 얼굴에 하얀 옷을 입고 머리에 꽃을 꽃고 다닌다.